# Somatina nigridiscata
Somatina nigridiscata là một loài bướm đêm trong họ Geometridae.